# Ilse Schütz
Ilse Schütz es una investigadora y ceramóloga alemana que ha desarrollado parte importante de su actividad en España. Impulsora y luego directora del Museo de Agost entre 1981 y 2000, localidad alicantina de la que es Hija adoptiva desde 2011. Miembro fundador de la Asociación de Ceramología de España, está considerada una autoridad en temas como la tipología de hornos alfareros y la cerámica negra. En 2011 su trayectoria profesional fue reconocida con Premio Nacional de Cerámica por sus investigaciones históricas y etnográficas otorgado por la Asociación Española de Ciudades de la Cerámica.

## Biografía
En 1979, Ilse Schütz, por aquel tiempo profesora de matemáticas en Hamburgo, visitó Agost durante unas vacaciones en Alicante. Fue durante esa visita cuando conoció la antigua fábrica Torregrosa, encuentro que le llevaría a realizar una cadena de investigaciones y gestiones que desembocaron en la creación en 1986 del Centro Agost de Investigación y Creación Cerámica y Alfarera, en el marco de lo que el sociólogo francés Edgar Morin llama la "Europa de los pequeños espacios culturales", como forma de resistir 'amenazas' homogeneizadoras. En 1993, el centro-museo fue sede del IV Simposio Internacional de Investigación Cerámica y Alfarera, con participantes de España, Portugal, Francia, Alemania y Austria. En 2000 el centro pasó a manos del Ayuntamiento de Agost y Schütz decidió volver a Alemania, donde fijó su residencia aunque continúa participando de forma activa en la ceramología española.
De entre las muy diversas investigaciones que ha desarrollado pueden destacarse sus estudios sobre la tipología de hornos alfareros en el Mediterráneo,